# Svarttjärnen (Floda socken, Dalarna, 669573-143535)
Svarttjärnen är en sjö i Gagnefs kommun i Dalarna och ingår i Norrströms huvudavrinningsområde.